# Eleições municipais de Curitiba em 1959
A eleição municipal de Curitiba de 1959 aconteceu em 4 de outubro daquele ano. Como previa o calendário eleitoral da época, foram eleitos somente os vereadores, sendo que o Prefeito, Iberê de Mattos (PTB), foi eleito no ano anterior.

## Resultado
Segundo informações retiradas do site do Tribunal Regional Eleitoral do Paraná , a composição das bancadas para a Legislatura 1960-1964 da Câmara Municipal de Curitiba foi esta (em ordem de cadeiras conseguidas):
| Partido | Cadeiras | Votos  | Porcentagem |
| ------- | -------- | ------ | ----------- |
| PSD     | 5        | 20.473 | 20,59%      |
| PTB     | 4        | 17.633 | 17,73%      |
| PDC     | 3        | 12.160 | 12,23%      |
| PL      | 2        | 8.385  | 8,43%       |
| PSP     | 2        | 8.329  | 8,38%       |
| PR      | 2        | 7.649  | 7,69%       |
| UDN     | 1        | 6.611  | 6,65%       |
| PRT     | 1        | 6.086  | 6,12%       |
| PTN     | 0        | 3.906  | 3,93%       |
| PRP     | 0        | 3.828  | 3,85%       |
| PST     | 0        | 2.631  | 2,65%       |
| Total   | 20       | 97.691 | 98,25%      |

| Votos válidos      | 99.438  | 98,39%  |
| Votos brancos      | 1.747   | 1,76%   |
| Votos nulos        | 1.629   | 1,61%   |
| Total de eleitores | 101.067 | 87,68%  |
| Comparecimento     | 101.067 | 87,68%  |
| Abstenções         | 14.194  | 12,31%  |
| Total de eleitores | 115.261 | 100,00% |

## Referência
http://www.tre-pr.jus.br/eleicoes/resultados/resultados-de-eleicoes-municipais-tre-pr